# 前胃
前胃（ぜんい、英: proventriculus）は鳥類や、昆虫などの節足動物の消化器系に見られる器官の一つである。また一部の哺乳類 (反芻を行うもの) においては、複数ある胃の一部を前胃と呼ぶ。

## 鳥類の前胃
鳥類のほとんどの種は前胃を持つ。これは胃の中の消化液を分泌する部位であり、食べたものを一時的に保持し、砂嚢に向けて送りだすことで消化の過程の始まりとなる器官である。
マイクロソフト社の百科事典「エンカルタ」 (2007年版) では前胃について以下のように説明している。

鳥類の胃の最初の部位で、食べたものと消化酵素が混合され、砂嚢に送り出される。昆虫や甲殻類においては砂嚢とほぼ同じ機能を持つ。
また以下のような見解を持つ研究者もいる。

鳥類の胃は複数の器官から成る複合的な器官で、そのうち消化液を分泌する部位が前胃である。哺乳類には同様の構造は見られない。

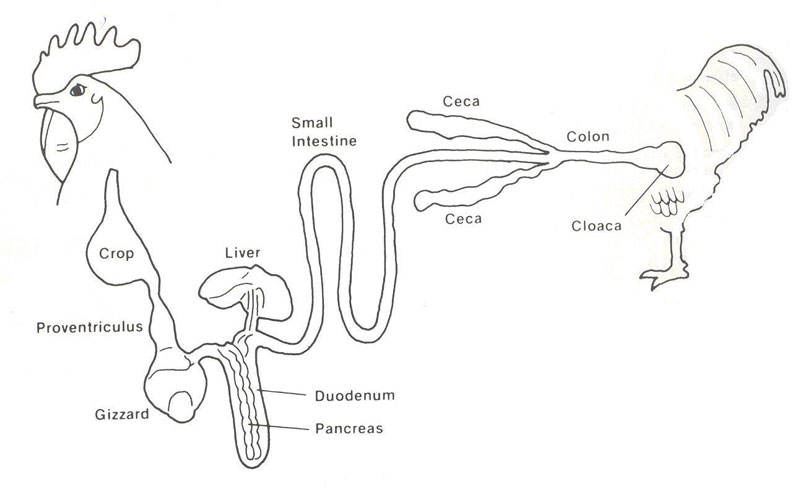
鳥の消化器官の概略図。